# Trachylophus sinensis
Trachylophus sinensis là một loài bọ cánh cứng trong họ Cerambycidae.